# Sirex noctilio
Sirex noctilio é uma espécie de vespa da ordem de insetos himenópteros, conhecida como "vespa-da-madeira", e pertencente à família Siricidae.
As vespas adultas variam em tamanho de 9 a 36 mm. apresentando uma coloração azul-metálica escura, com pernas escuras ou um pouco mais claras. São vespas que atacam madeira (daí seu nome), e podem ocasionar danos econômicos importantes.

## Distribuição Geográfica
As vespas-da-madeira Sirex noctilio são consideradas nativas na Europa, Ásia e no norte da África, mas como invasoras em inúmeras localidades distantes, como Austrália, Nova Zelândia, nas Américas, e na Àfrica do Sul. 
No Brasil, a espécie foi introduzida do sul do país em 1988, e vem expandido território mais para cima.

## Importância Econômica
Pelo fato das vespas adultas ovipositarem na madeira -- ocasionando danos --, e suas larvas alimentarem-se de madeira, a espécie é considerada uma praga econômica significativa de pinheiros.
Na postura dos ovos, a vespa fêmea poe dois ovos que podem estar envoltos em um muco que contém um fungo simbionte (Amylostereum areolatum) que ajuda as larvas a se alimentarem. O muco é tóxico para as árvores, e o fungo é patogênico. Em maiores detalhes, os esporos do fungo simbionte Amylostereum areolatum (Chaillet) Boidin (Agaricomycetidae) provocam o fechamento dos vasos de condução de seiva, participando do processo de morte da árvore. A mucosecreção, que está contida em uma glândula de muco, localizada na base do ovipositor, provoca mudanças fisiológicas rápidas no metabolismo de Pinus spp., afetando sua respiração, transpiração, fotossíntese e divisão celular, favorecendo também o estabelecimento do micélio do fungo. Juntos, assim, o muco e o fungo agem criam um "habitat" favorável para o crescimento contínuo do fungo e alimentação da larva, e o conjunto leva a árvore à morte.
Essa vespa é considerada uma praga secundária na região de origem (Europa, Ásia e Norte da África). Entretanto nos países em que foi introduzida e se estabeleceu, como na Nova Zelândia (1900), Austrália (1951), Uruguai (1980), Argentina (1985), Brasil (1988), África do Sul (1994) e Chile (2000), tornou-se uma praga primária, causando perdas significativas nos recursos florestais. Mais recentemente, em 2005, foi detectada nos Estados Unidos e Canadá. Na Nova Zelândia provocou perdas de 30% em 120.000 ha. Na Tasmânia, no final da década de 50, perdeu-se cerca de 40% das árvores (Taylor 1981). No Uruguai, depois de sua introdução, assim como na Argentina e Brasil, a praga provocou mortalidade de até 60% em algumas plantações de Pinus taeda. Na Austrália, depois de um aumento na população da praga, ocorrido no período 1987/89, calcularam-se prejuízos econômicos da ordem de 8 milhões de dólares australianos, com perdas de 5 milhões de árvores.

## Morfologia e Desenvolvimento
Os ovos da vespa-da-madeira são de forma alongada, coloração branca e superfície lisa. Durante a postura, S. noctilio pode realizar perfurações simples ou múltiplas no alburno das árvores de Pinus spp., a uma profundidade média de 12 mm.
As larvas são de coloração geral creme, formato cilíndrico, com vestígios de pernas torácicas, fortes mandíbulas denteadas e um espinho supra-anal. Este espinho é utilizado pela larva para comprimir o "frass" (a serragem constituída de uma mistura de fezes, madeira triturada e excreções do inseto), durante a sua atividade alimentar. Logo após a eclosão, a larva inicia a sua alimentação, construindo galerias próximas aos locais de postura. Quando atingem o terceiro ou quarto instar, constroem galerias mais internas na madeira. As pupas de S. noctilio são brancas, do tipo exarata e apresentam um tegumento fino e transparente, tornando-se escurecidas próximo à emergência dos adultos.
Os adultos da vespa-da-madeira apresentam dimorfismo sexual muito acentuado. O macho é de cor azul metálico, sendo as asas, a fronte, as pernas anteriores e medianas e os segmentos abdominais, do terceiro ao sétimo, de cor laranja. As pernas posteriores são negras. A fêmea apresenta coloração azul escuro metálico, com as pernas e asas de coloração âmbar. Possuem um ovipositor em forma de projeção no final do abdômen, o qual é protegido por uma bainha. Ambos os sexos apresentam um proeminente espinho (cerco), no último segmento abdominal . As fêmeas ovipositam uma média de 226 ovos, variando de 20 a 430 ovos. Vivem cerca de 4 dias, enquanto que os machos, 5 dias.